# Бычков, Алексей Георгиевич
Алексей Георгиевич Бычков (11 (23) июля 1884, Оренбургская губерния — 15 февраля 1938, Харбин) — полковник, командир Оренбургского 19-го казачьего полка (1918) и отдельного кавалерийского дивизиона дивизии генерала К. П. Нечаева, секретарь синьцзянского отделения Бюро по делам российских эмигрантов в Маньчжурской Империи (БРЭМ) .

## Биография
Родился 11 (23) июля 1884 года в станице Оренбургская одноименной губернии на территории первого военного отдела Оренбургского казачьего войска в семье генерала Георгия Алексеевича Бычкова.
Окончил Оренбургский Неплюевский кадетский корпус, после чего, в конце августа 1903 года поступил в Елисаветградское кавалерийское училище, из которого был выпущен 22 апреля 1905 года по первому разряду корнетом в 8-й драгунский Смоленский полк.
В сентябре 1908 года получил чин поручика. В Первую Мировую войну, в декабре 1915 года, был ранен и находился на излечении в Петрограде. До 1917 года имел чины штабс-ротмистра, а затем ротмистра. До звания войскового старшины, причём за боевые заслуги, дослужился уже после двух революций — в 1918 году (со старшинством с 1916); стал полковником, с утверждением в занимаемой должности командира полка, в сентябре того же года.
В 1917 году вернулся в Оренбургское войско и принял участие в борьбе с большевиками: возглавил 3-й Оренбургский казачий дивизион, образованный в июне 1918 года на базе отдельного артиллерийского взвода, ранее сформированного в посёлке Сосновский. Он был переведён в комплект конных полков «с переименованием из ротмистра в есаулы» и оставлением в занимаемой должности командира Оренбургского 19-го казачьего полка. С конца мая 1919 года командовал Иркутским казачьим полком: в этот период он отступил со своим подразделением в Забайкалье. Здесь он принял под своё командование новую часть — 1-й конный имени атамана Семенова полк, переформированный затем, уже в Приморье, в Сводно-казацкий.
После окончания активной фазы Гражданской войны оказался в эмиграции в Китае (Маньчжурия, Харбин). В 1927 году возглавил отдельный кавалерийский дивизион дивизии генерала К. П. Нечаева. По возвращении в Харбин вступил в железнодорожную полицию; в 1937 году являлся секретарём синьцзянского отделения Бюро по делам российских эмигрантов в Маньчжурской Империи (БРЭМ). В 1936 году входил Оренбургское казачье объединении в Харбине.
Скончался от туберкулеза легких в больнице доктора Н. П. Голубева; был похоронен на харбинском Новом кладбище.

## Награды
- Орден Святого Станислава 2-й степени с мечами (7 сентября 1914)[13]
- Орден Святого Станислава 3-й степени (1906)
- Медаль «В память 200-летия Полтавской битвы» (1909)[1]

## Память
Полковник Бычков фигурирует в фантастическом боевике Германа Романова «Спасти Каппеля! Под бело-зеленым знаменем».